# Rhea (biologia)
Rhea é um género de aves não-voadoras nativas da América do Sul, pertencentes à família dos reídeos (Rheidae), ordem própria dos Rheiformes, anteriormente pertencentes a Struthioniformes.
Actualmente engloba apenas duas espécies, a ema ou nandu-grande (Rhea americana) e o nandu-pequeno ou nandu-de-darwin (Rhea pennata).
- Commons
- Wikispecies